# Полтавская улица (Киев)
Полта́вская у́лица — улица в Шевченковском районе г. Киева. Пролегает от улицы Сечевых Стрельцов до улицы Вячеслава Черновола (сквозного проезда нет, соединена лестницей).
К Полтавской улице примыкают улицы Тургеневская, Дмитриевская и Златоустовская.

## История
Полтавская улица возникла в середине XIX века под названием Кудрявская, от местности Кудрявец, вблизи которой она расположена. В 1908 году, по просьбе жителей улицы, улица переименована в Полтавскую, в честь 200-летия Полтавской битвы (отмечалось в 1909 году).

## Застройка
Во второй половине XIX века — первой половине XX века улица была застроена одно-, двух- и трехэтажными образцовыми домами. Среди них выделялся дом № 4-А — особняк И. Щитковского, первый образец украинского архитектурного модерна киевской школы. Деревянный, облицованный кирпичом дом был возведен в 1907—1908 годах по проекту украинского архитектора В. Кричевского (1872—1952). За отделку дома цветной плиткой В. Кричевскому и народному мастеру-керамисту И. Глодеревскому (из Опошни) на Второй кустарно-промышленной выставке в 1909 году была присуждена премия.
В 1950-х годах начался снос старой застройки, который достиг максимума в 1980-х годах. Современная застройка Полтавской улицы относится преимущественно к концу 1950-х годов и представлена домами серии 1-406 (кирпичные «хрущевки»). В конце улицы сохранился бывший доходный дом 1905 года.